# Ars Aevi
Ars Aevi (Ars Aevi Muzej Savremene Umjetnosti Sarajevo) è un museo di arte contemporanea situato a Sarajevo e ospitato provvisoriamente in un'ala del complesso di Skenderija. Costituito durante la guerra come resistenza di cultura, contiene oltre 120 opere di noti artisti mondiali tra cui Michelangelo Pistoletto, Jannis Kounellis, Joseph Beuys, Braco Dimitrijević e Joseph Kosuth.
Un nuovo edificio museale per l'Ars Aevi è stato progettato da Renzo Piano.